# Haute École de travail social et de la santé
La Haute école de travail social et de la santé Lausanne (HETSL) est un établissement d'enseignement supérieur qui appartient au réseau de la Haute École spécialisée de Suisse occidentale. Située à Lausanne, l'école propose une formation en travail social ainsi qu'une filière en ergothérapie. Le bachelor en travail social est proposé avec les orientations en « animation socioculturelle », en « éducation sociale » et en « service social ». L'école accueille près de 750 étudiants en formation bachelor.

## Formations

### Bachelor
La HETSL propose un bachelor (équivalent à 180 ECTS) en travail social et ergothérapie de 3 ans à plein temps, quatre ans en emploi ou jusqu'à cinq ans à temps partiel. Deux périodes de formation pratique sur le terrain sont comprises pour acquérir le titre de Bachelor of Arts HES-SO en travail social.

### Master
La HETSL coorganise la formation de Master en travail social de la HES-SO (équivalent à 90 ECTS). La HETSL coorganise la formation de Master en Sciences de la Santé de la HES-SO (équivalent à 90 ECTS).

### Formation continue
L'unité de formation continue de la HETSL propose différentes formations postgrades dans les champs du travail social et de la santé. Cette unité est intégrée au réseau romand de formation continue des domaines santé et travail social de la HES-SO.

## Laress
Le Laboratoire de recherche santé-social regroupe et coordonne les activités de recherche des professeurs et chargés de recherche de la HETSL.
En 2014, il accueille quatre unités de recherche :
- la Société d'études thanatologiques de Suisse Romande (SET), créée en 1982 par Bernard Crettaz, qui vise à développer la mise en réseau de personnes concernées par la réflexion sur la mort et le deuil. Interdisciplinaire et non confessionnelle, cette société développe de nouvelles connaissances liées au domaine de la thanatologie et constitue une plateforme entre les différentes institutions ou associations actives dans ce domaine Société d'études thanatologiques de Suisse Romande[5]. Des colloques et des conférences publiques ainsi que des projets culturels (visites culturelles, projections de films) sont organisés par la SET. En 2013, le président de la SET est Marc-Antoine Berthod, professeur à la HETSL (HES-SO, Suisse) ;
- le Centre d'études des capabilités dans les services sociaux et sanitaires (CESCAP), un institut de recherche fondamentale et appliquée[6] dont le professeur  Jean-Michel Bonvin est un des animateurs principaux. Les travaux du CESCAP visent à analyser dans quelle mesure le développement des capabilités, une perspective développée par l’économiste et prix Nobel Amartya Sen, est un objectif pris en compte au niveau des politiques sociales et sanitaires ainsi qu’au niveau entrepreneurial[7]. « Appliquée aux politiques sociales, cette approche requiert que les dispositifs d’action publique permettent aux personnes de définir un projet personnel, sans que l’objectif et les modalités de l’insertion sociale ou professionnelle ne soient imposés par le haut »[8] ;
- l'Observatoire des troubles du spectre de l'autisme, dirigé par la Professeure Évelyne Thommen, spécialiste de ce domaine[9]. Il a été créé en 2013 en collaboration avec le Centre suisse de pédagogie spécialisée (CSPS)[10]. Cet observatoire vise, sur mandat de la Conférence intercantonale de l’instruction publique (CIIP), à inventorier et à analyser les différentes pratiques et mesures de soutien mises en place dans l’enseignement spécialisé pour les enfants atteints de troubles du spectre de l’autisme en Suisse romande et au Tessin ;
- le Groupe romand pour l'histoire de l'éducation et de l'action sociale et sanitaire (GRHEAS), fondé en 1992. C’est une plate-forme d’échange réunissant les personnes qui travaillent sur l’histoire de l’action éducative, sociale et sanitaire en Suisse romande. Plusieurs publications sont issues de leurs travaux, notamment sur l’histoire de l’éducation spécialisée[11],[12]. La coordinatrice du GRHEAS est la professeure Mariama Kaba, spécialiste de l'histoire sociale. En 2013, le GRHEAS compte environ 70 membres, principalement issus des Hautes écoles de Suisse.

La HETSL participe aux travaux du Laboratoire interuniversitaire en études genre (LIEGE). Créé en l’an 2000 à l’initiative de chercheuses féministes, le Laboratoire interuniversitaire en Études Genre (LIEGE) est une plateforme qui vise la reconnaissance des Études Genre dans le cadre des Hautes Écoles en Suisse. Le LIEGE HES-SO vise à créer un « réseau d’encouragement des Études Genre » au sein de la HES-SO. En collaboration avec différentes institutions, il organise des conférences et des ateliers de discussions (Work in progress) sur des recherches en cours. Fonctionnant par tournus entre les différents sites de la HES-SO, il a été accueilli de 2012 à 2014 par la HETSL  et mis sous la responsabilité de la Prof. Hélène Martin. Des articles et des recherches issus du LIEGE sont publiés au sein de la revue francophone internationale Nouvelles Questions Féministes.

## Relations internationales
La HETSL est le principal organisateur de l'Université d'été du travail social qui se tient chaque année. L'édition 2013 se déroule à Vancouver en collaboration avec l'University of British Colombia.

## Historique
Née en 1964, la HETSL existe d'abord sous le nom d'association de l'école d'études sociales et pédagogiques à la suite de la fusion de l'école pour assistantes sociales et éducatrices maternelles (Fondation Curchod) avec celle d'éducateurs spécialisés créée par Claude Pahud en 1953. L'association EESP devient une fondation en 1986 et est subventionnée jusqu’en 2002 par la Confédération, les cantons romands et le Tessin. En 2002, le canton de Vaud signe une convention avec l’école dans le cadre du nouveau réseau de la HES-SO. Les premières volées HES peuvent ainsi débuter à l'automne.

## Documentation
- Fonds : École d’études sociales et pédagogiques (1927-2013) [816 boîtes et 2 classeurs ; 105,50 mètres linéaires].  Cote : CH-000053-1 N 9. Archives cantonales vaudoises (présentation en ligne).
- Fonds : Pahud (Claude) (1718-2015) [133 enveloppes dans 6 boîtes ; 0,66 ml].  Cote : CH-000053-1 PP 1061. Archives cantonales vaudoises (présentation en ligne).